# کارولین وینبرگ
کارولین وینبرگ (سوئدی: Caroline Winberg؛ زادهٔ ۲۷ مارس ۱۹۸۵) مدل، هنرپیشه اهل سوئد است.
از فیلم‌ها یا برنامه‌های تلویزیونی که وی در آن نقش داشته‌است می‌توان به نامحدود اشاره کرد.